# Saint-Vallier (Drôme)
Saint-Vallier is een gemeente en stad in het departement Drôme, regio Auvergne-Rhône-Alpes, in Frankrijk. Saint-Vallier telde op 1 januari 2022 4.083 inwoners. Saint-Vallier ligt aan de oever van de Rhône; de Galaure mondt er in de Rhône uit.

## Geografie
De oppervlakte van Saint-Vallier bedraagt 5,42 vierkante kilometer; de bevolkingsdichtheid is 731 inwoners per km² (per 1 januari 2019).

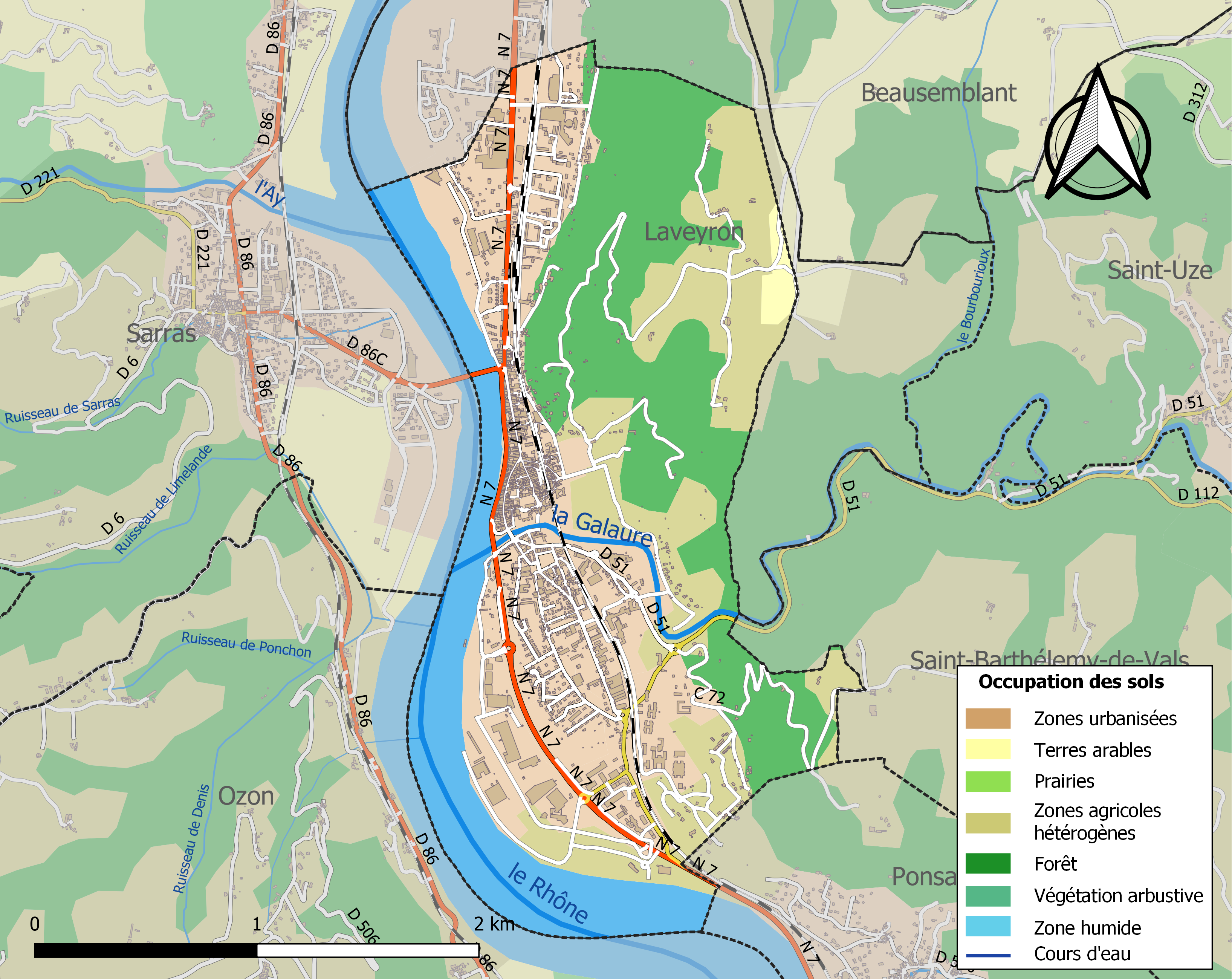
Kaart van de gemeente met belangrijkste infrastructuur, bodemgebruik en omliggende gemeenten

## Geschiedenis

### Romeinse tijd
Heden uit de Romeinse tijd, werd de stad dan Ursuli genoemd, verwijzend naar een glimp van beren op een nabijgelegen heuvel.
Ze was een Romeinse station op de Via Agrippa, waarnaar wordt verwezen in de Itinerarium Antonini, en een kleine rivier haven langs de Rhône.

### Middeleeuwen
Tot in de 13e eeuw was het een leen van de graven van Bourgondië. In de 14e eeuw viel het onder de graven van Poitiers, waarna het verviel aan de Franse kroon.

## Bezienswaardigheden
In Saint-Valliers bevindt zich het kasteel van Diane de Poitiers. Gebouwd in de 12e eeuw, werd het herbouwd in de 15e en uitgebreid in de 17e eeuw. Het kasteel heeft uitgebreide Franse tuinen ontworpen door Le Nôtre.

## Verkeer en vervoer
In de gemeente ligt spoorwegstation Saint-Vallier-sur-Rhône.

## Demografie
Onderstaande figuur toont het verloop van het inwonertal (bron: INSEE-tellingen).

## Bezienswaardigheden en monumenten

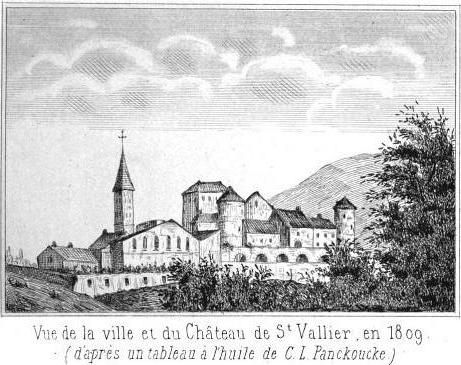
Kasteel Diane de Poitiers
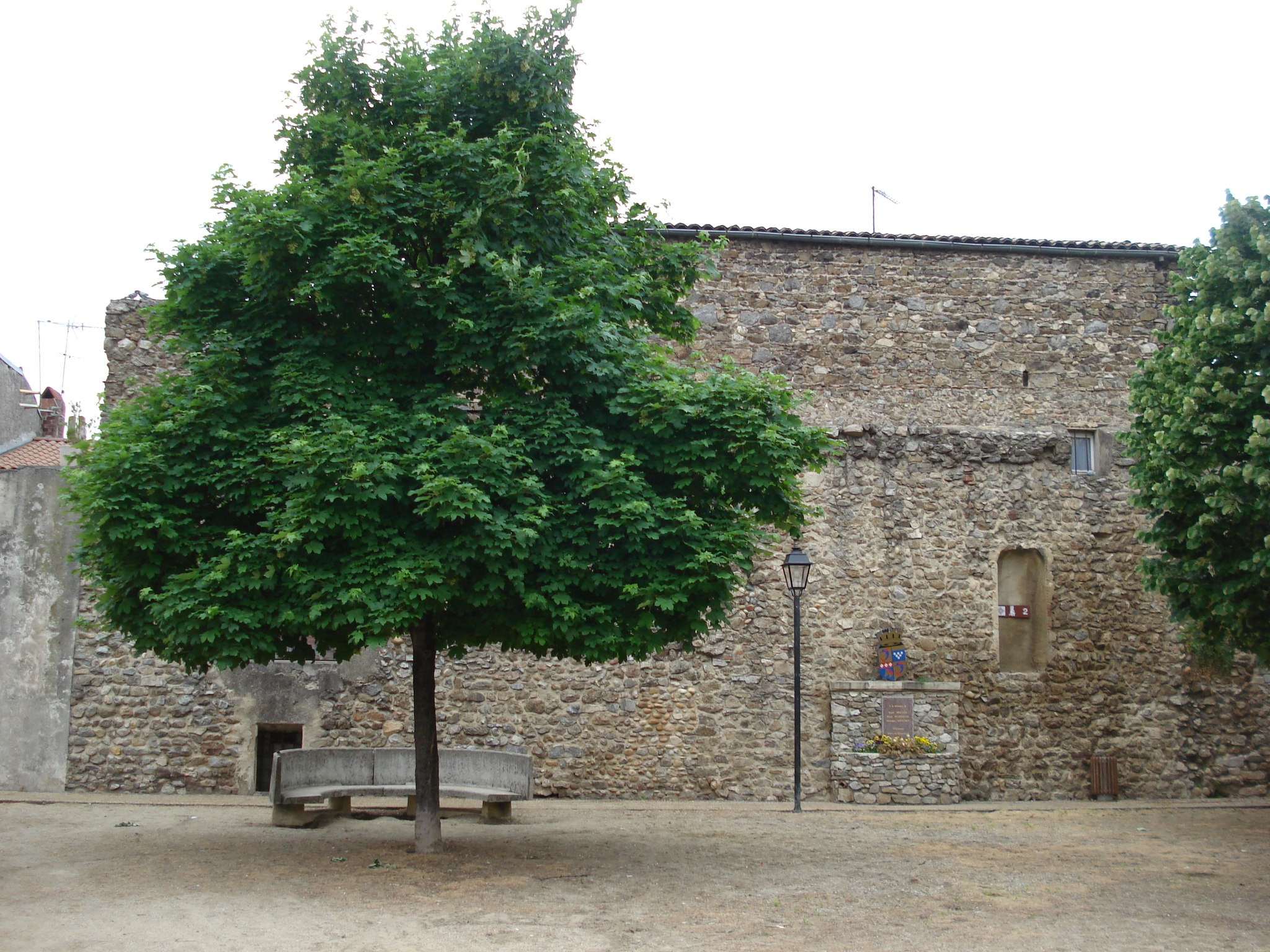
Muren op de place d'Orsolles
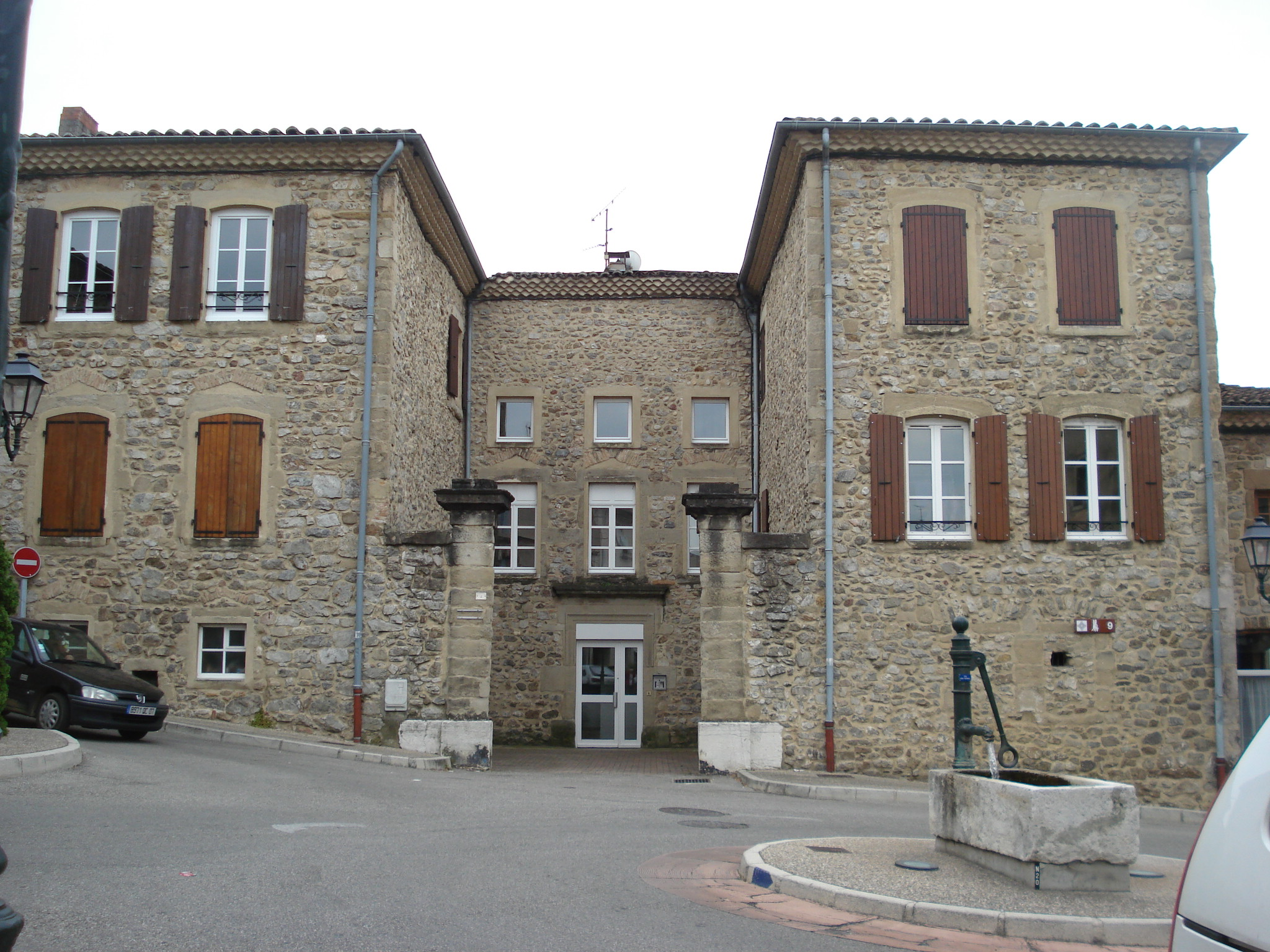
Place de la pompe
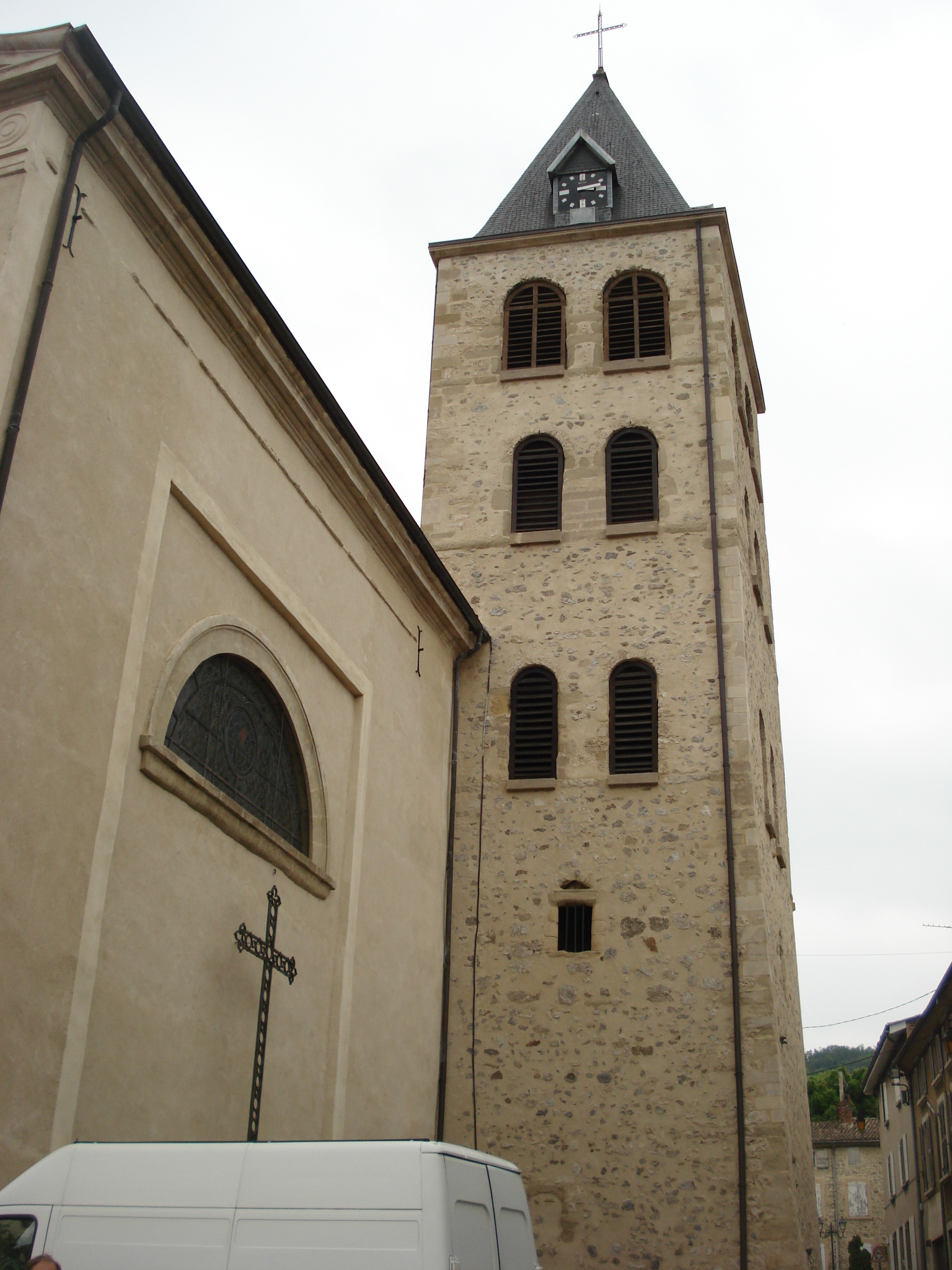
kerk Saint-Valéry
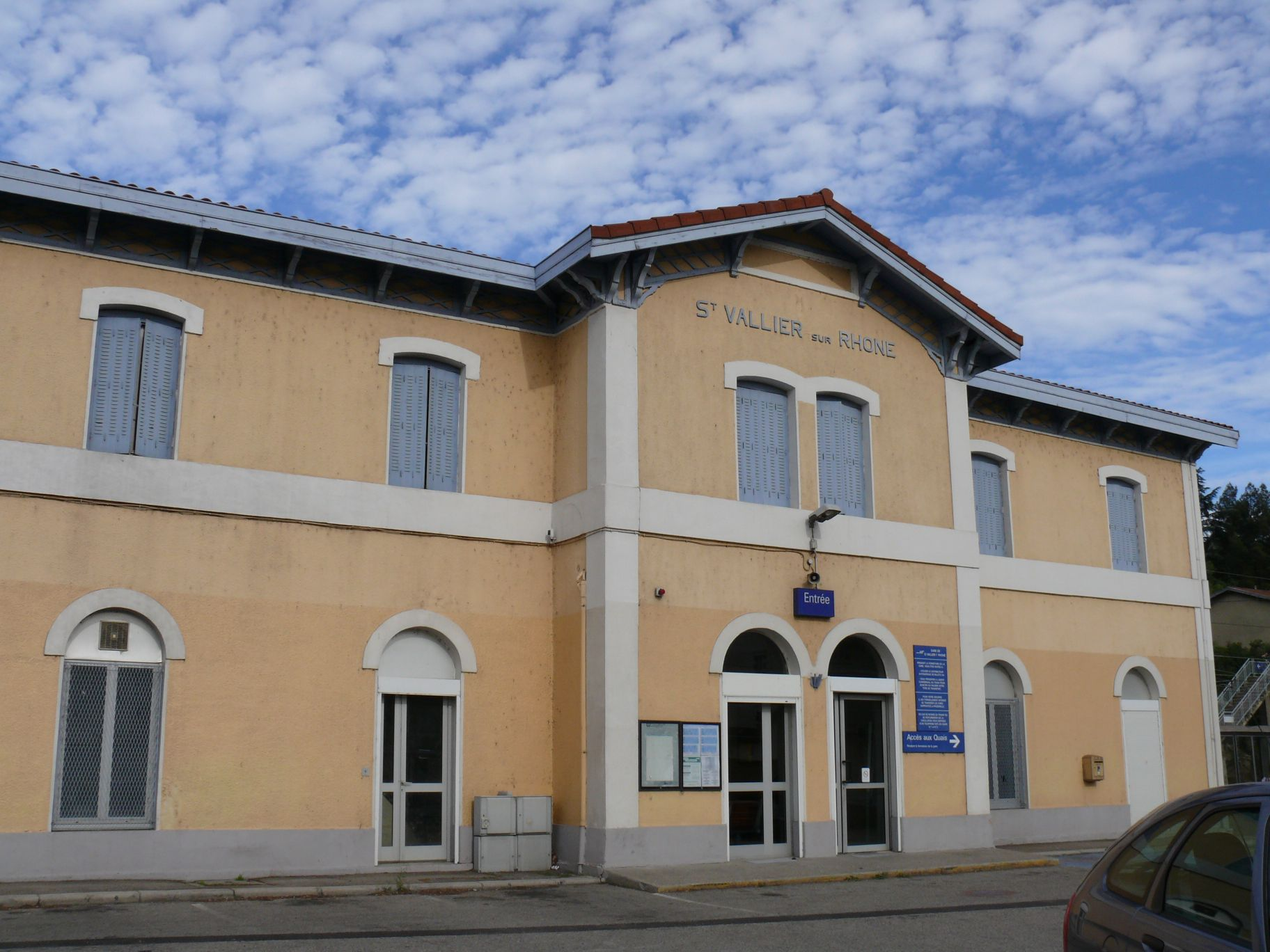
station